# Đế quốc Bồ Đào Nha
Đế quốc Bồ Đào Nha (tiếng Bồ Đào Nha: Império Português) là đế quốc ra đời sớm nhất và kéo dài nhất trong lịch sử những đế quốc thực dân Châu Âu, kéo dài gần 6 thế kỷ, bắt đầu từ vụ chiếm Ceuta năm 1415 đến cuộc giao trả Ma Cao cho Trung Quốc năm 1999. Đế quốc Bồ Đào Nha ở thời kì đỉnh cao chiếm một vùng có diện tích 5,5 triệu km² nhưng lãnh thổ và tầm ảnh hưởng thực tế của Đế quốc rộng đến 10,4 triệu km² là một trong số ít quốc gia được mệnh danh là "Đế quốc mặt trời không bao giờ lặn"

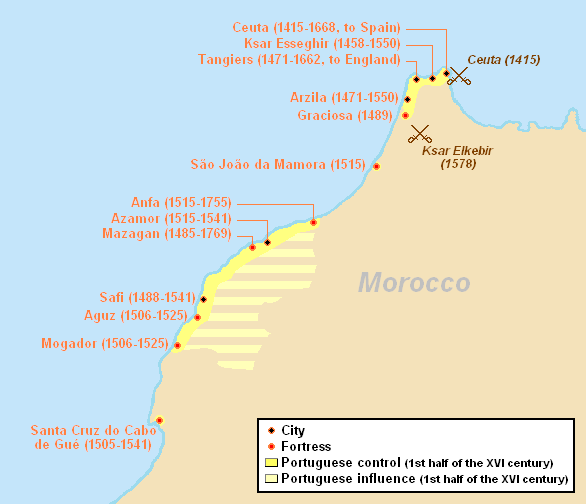
Phần lãnh thổ Bồ Đào Nha chiếm đóng của Maroc (1415-1769)

Những nhà thám hiểm Bồ Đào Nha bắt đầu thám hiểm eo biển Châu Phi năm 1419, đặt nền tảng cho sự phát triển của ngành hàng hải, nghiên cứu bản đồ và công nghệ hàng hải (như thuyền buồm), mục đích là để họ có thể tìm được một lộ trình đường biển tới những nguồn giao thương các sản phẩm gia vị. Năm 1488, Bartolomeu Dias đi vòng quanh mũi Hảo Vọng, và tới năm 1498, Vasco da Gama đặt chân tới Ấn Độ. Năm 1500, do một cuộc cập bến tình cờ vào bờ biển Nam Mỹ, vì mục đích bí mật của quốc vương, Pedro Álvares Cabral đã phát hiện và thành lập thuộc địa Brasil. Qua vài thế kỷ sau đó, những thủy thủ Bồ Đào Nha tiếp tục thám hiểm các đảo và eo biển tại Đông Á, họ đã lập nên những công sự và trạm giao thương khi đi qua những nơi đó. Vào năm 1571, một chuỗi các tiền đồn đã kết nối Lisboa với Nagasaki: đế quốc này đã thực sự có tầm ảnh hưởng toàn cầu, quá trình đó đã đem về một sự thịnh vượng cho đất nước Bồ Đào Nha.
Giữa giai đoạn 1580 và 1640, Bồ Đào Nha trở thành đối tác bậc dưới với Tây Ban Nha trong Liên minh Iberia của quốc vương hai nước. Mặc dù hai đế quốc tiếp tục được điều hành riêng biệt, những thuộc địa của Bồ Đào Nha trở thành mục tiêu tấn công của ba đế quốc châu Âu hùng mạnh đồng thời là đối thủ sừng sỏ của Tây Ban Nha là: Hà Lan (tham gia chiến tranh giành độc Lập chống Tây Ban Nha), Anh và Pháp. Vì có dân số nhỏ hơn, Bồ Đào Nha đã không thể bảo vệ hệ thống kết nối những trạm giao thương và các đại lý ở nước ngoài, vì vậy đế quốc này bắt đầu dần suy tàn. Việc đánh mất Brasil năm 1822-thuộc địa lớn và thu lợi nhiều nhất của Bồ Đào Nha-vào thời điểm các phong trào Độc lập đang lan tỏa khắp châu Mỹ, là một đòn giáng mạnh vào Bồ Đào Nha và đế quốc của nó mà sau đó đã không bao giờ có thể phục hồi được nữa.
Cuộc tranh giành châu Phi bắt đầu cuối thế kỉ 19 đã để lại cho Bồ Đào Nha một ít thuộc địa tại lục địa này. Sau đệ nhị thế chiến, độc tài quân sự cánh tả Bồ Đào Nha là António Salazar đã cố gắng duy trì đế quốc Bồ Đào Nha khi mà các quốc gia châu Âu khác đang bắt đầu rút khỏi những thuộc địa của họ. Năm 1961, một lực lượng nhỏ quân Bồ Đào Nha đóng tại Goa đã không thể chặn quân Ấn Độ tiến vào thuộc địa, nhưng Salazar quyết định tiến hành một cuộc chiến dài và đẫm máu nhằm dập tắt các lực lượng chống chủ nghĩa thực dân tại các thuộc địa Phi Châu. Cuộc chiến này kéo dài cho đến tận cuộc lật đổ chế độ cai trị Bồ Đào Nha năm 1974, được biết đến với cái tên Cách mạng hoa Cẩm Chướng. Sau cuộc lật đổ, chính quyền mới lập tức thay đổi chính sách và công nhận nền độc lập cho tất cả các thuộc địa, bao gồm Đông Timor, rồi trao trả Ma Cao về Trung Quốc năm 1999, đánh dấu sự kết thúc của Đế quốc Bồ Đào Nha.
Cộng đồng các quốc gia nói tiếng Bồ Đào Nha (CPLP) chính là sự kế thừa về văn hóa của Đế quốc Bồ Đào Nha.

## Nguồn gốc (1139–1415)

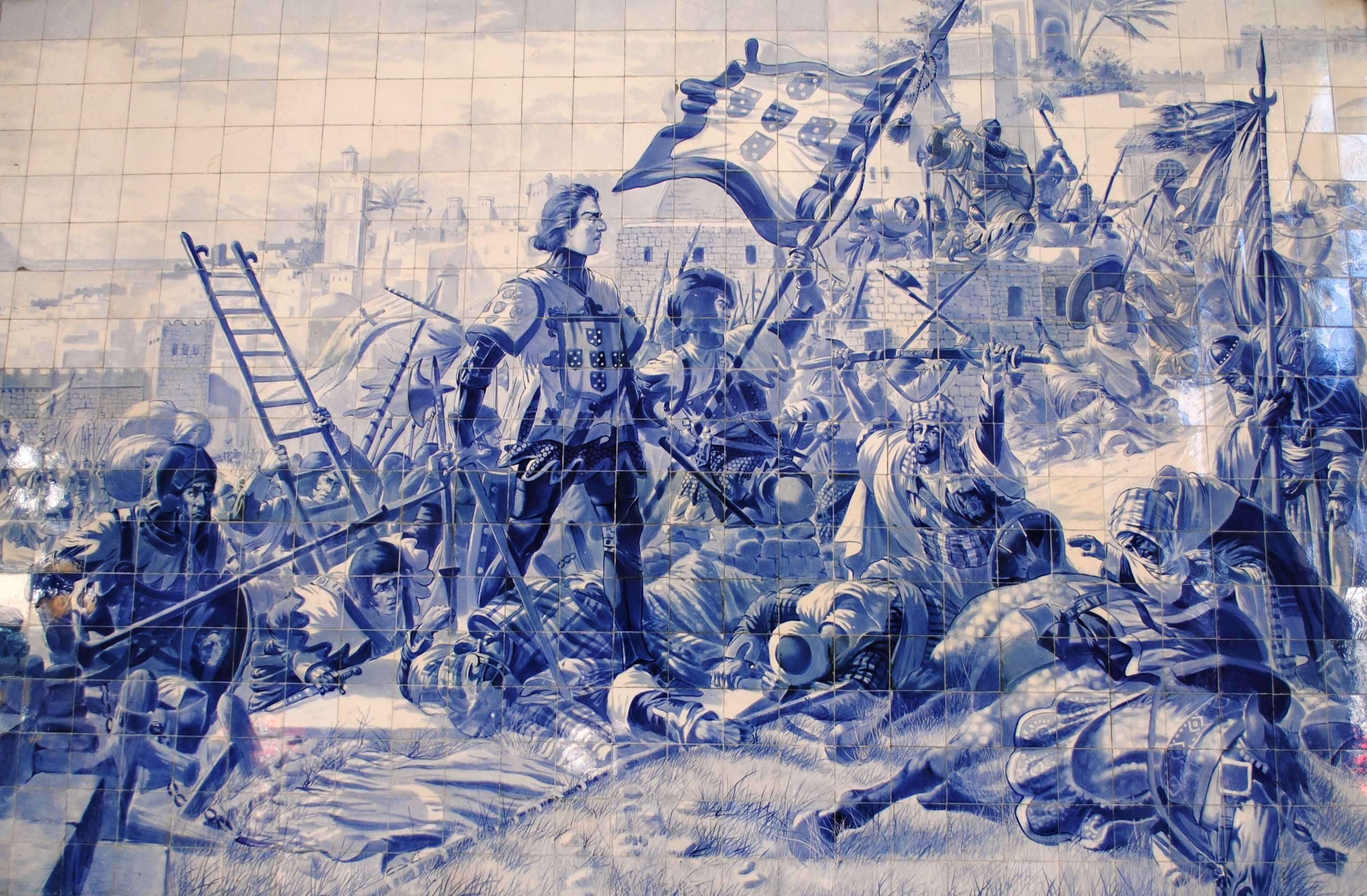
Cuộc xâm chiếm Ceuta, 1415, dẫn đầu bởi Henrique Nhà hàng hải, và thứ mấu chốt khởi phát đế quốc Bồ Đào Nha.

### Thám hiểm bờ biển Phi Châu thời kì đầu

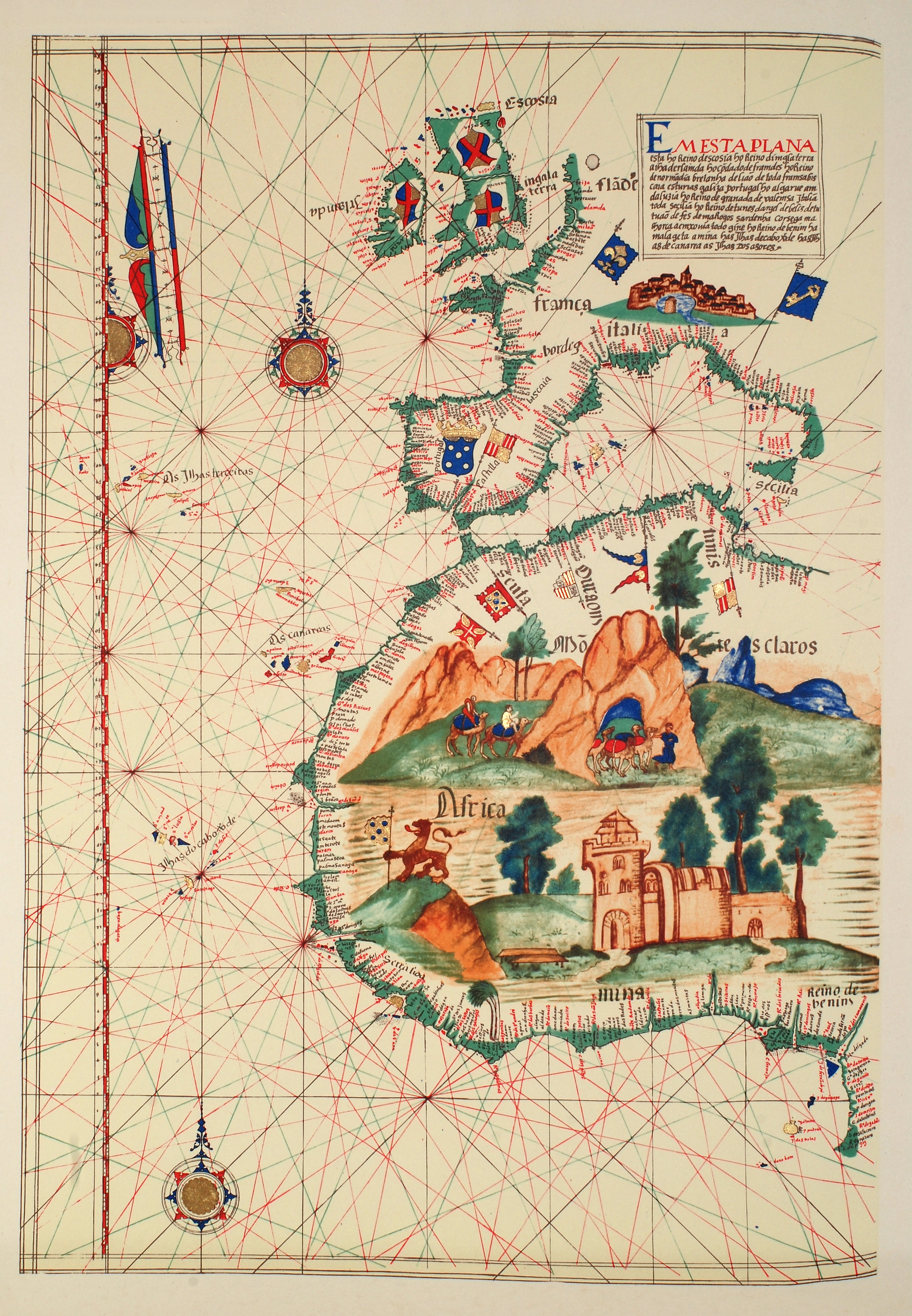
Bản đồ phía Tây Châu Phi bởi Lázaro Luis (1563). Tòa lâu đài lớn ở Tây Phi tượng trưng São Jorge da Mina.

### Hiệp ước Tordesillas (1494)

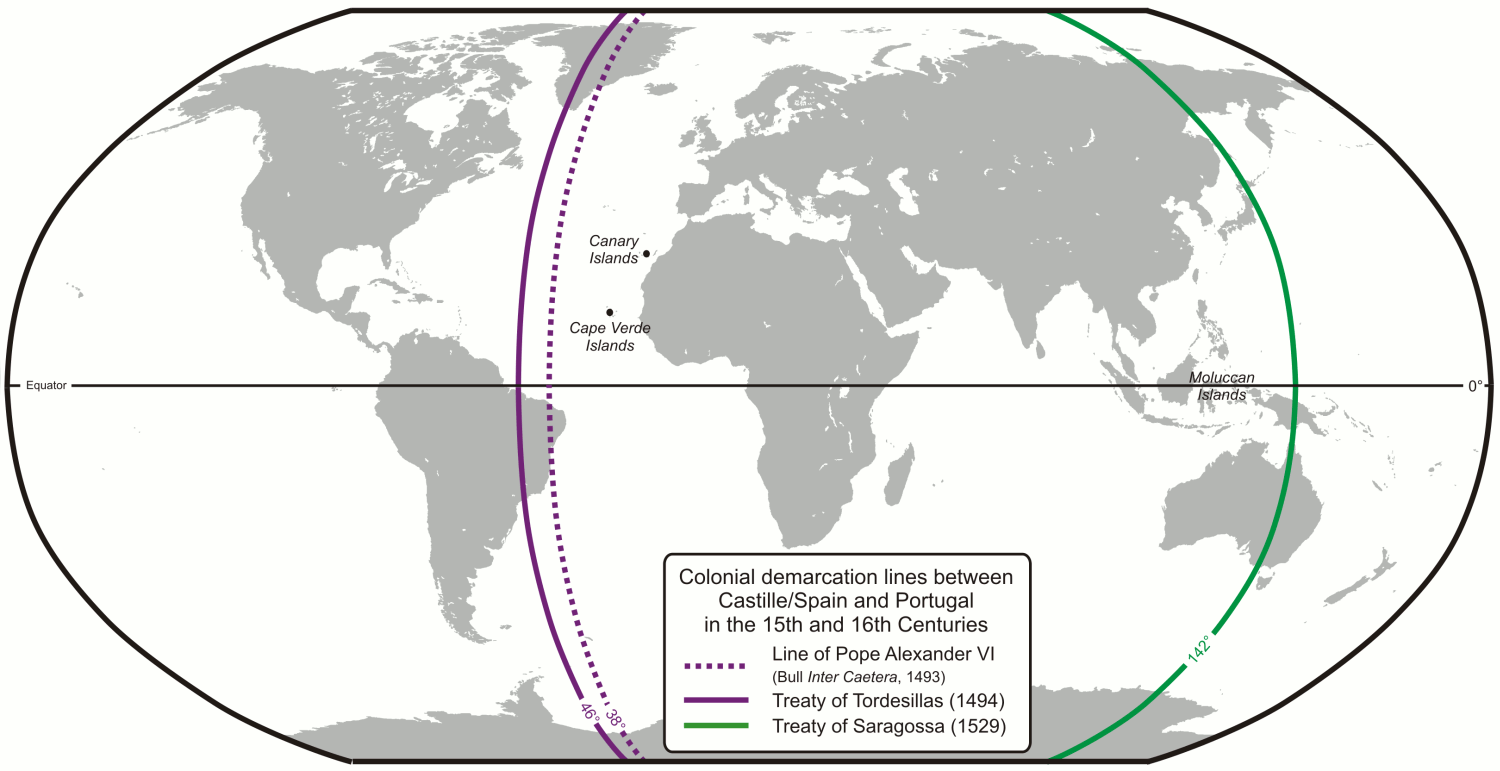
Hiệp ước Tordesillas xẻ dọc thế giới ra thành hai phần Vương quốc Bồ Đào Nha và ần Castilla (Tây Ban Nha).

### Bồ Đào Nha vào Ấn Độ Dương

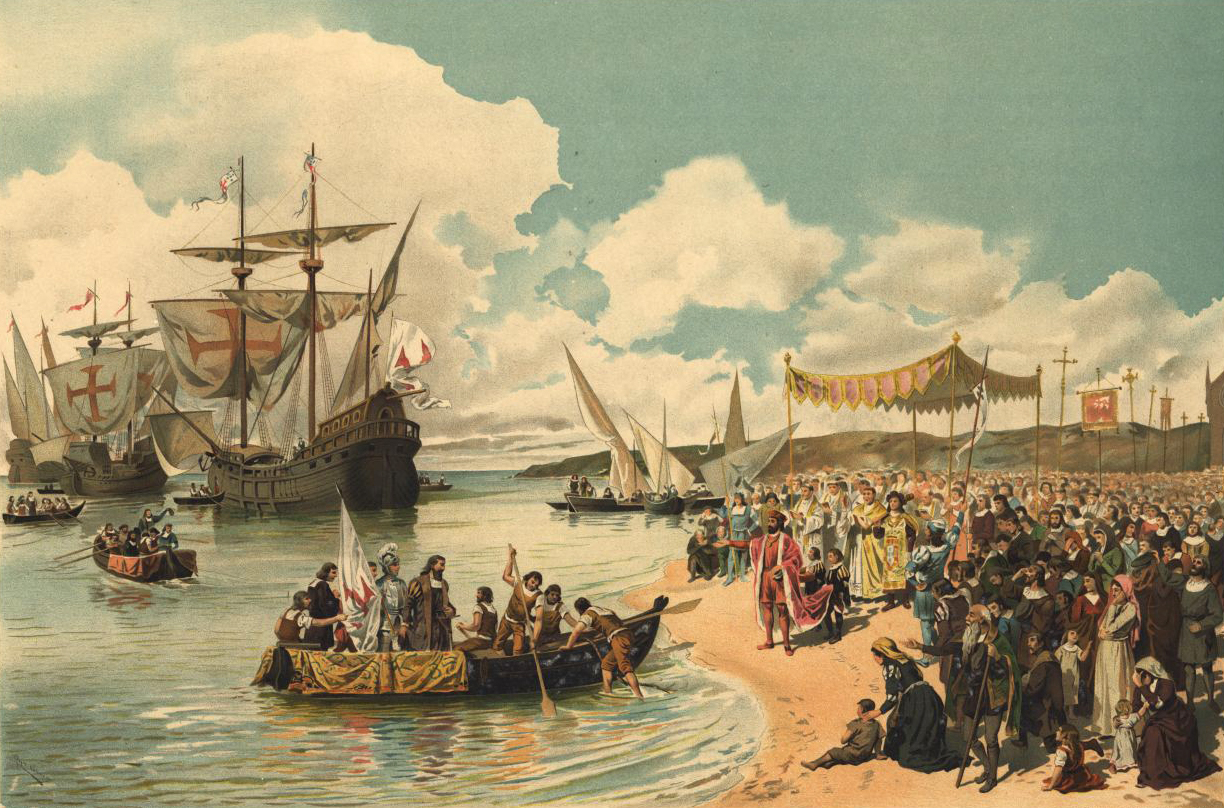
Vasco da Gama đặt chân đến Ấn Độ, in 1497

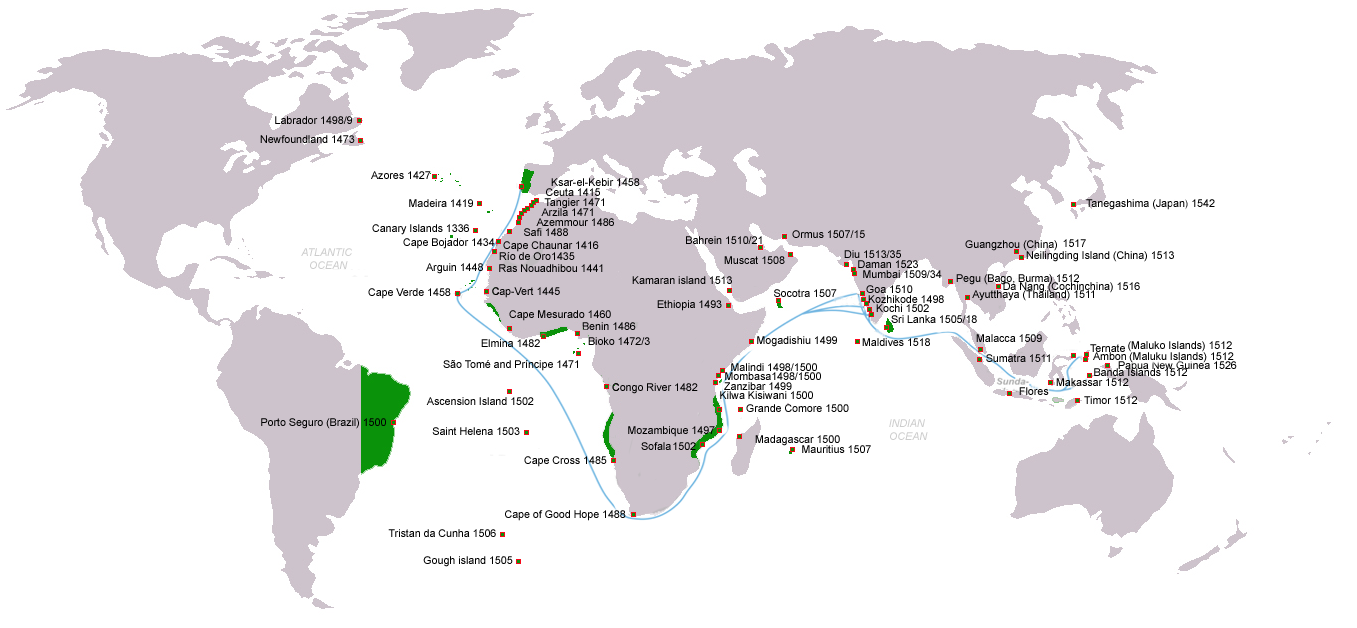
Những cuộc khám phá và thám hiểm của Bồ Đào Nha: ngày tháng, nơi đặt chân đến đầu tiên; những con đường gia vị chính của Bồ Đào Nha (màu xanh)

#### Trung Quốc và Nhật Bản

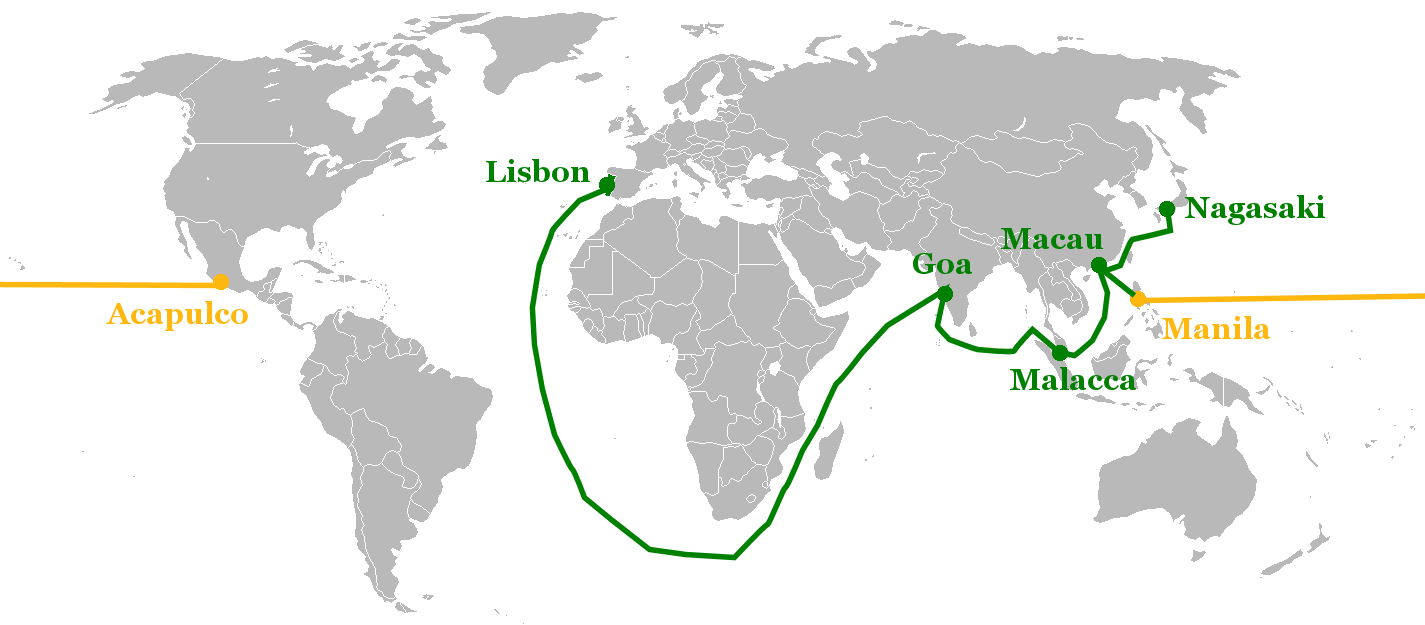
Bồ Đào Nha đã đến thăm thành phố Nagasaki, Nhật Bản.

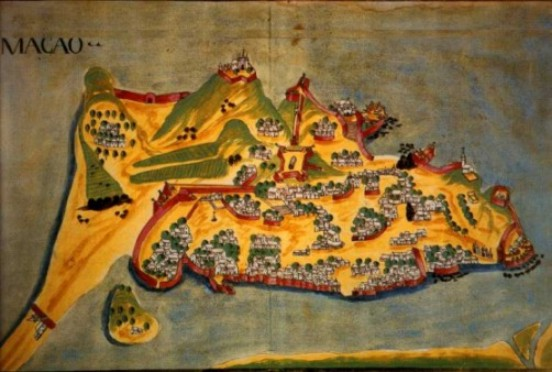
Một mô tả, từ năm 1639, của Bán đảo Ma Cao, trong thời kỳ hoàng kim của Ma Cao

#### Quần đảo gia vị (Moluccas) và Hiệp ước Zaragoza

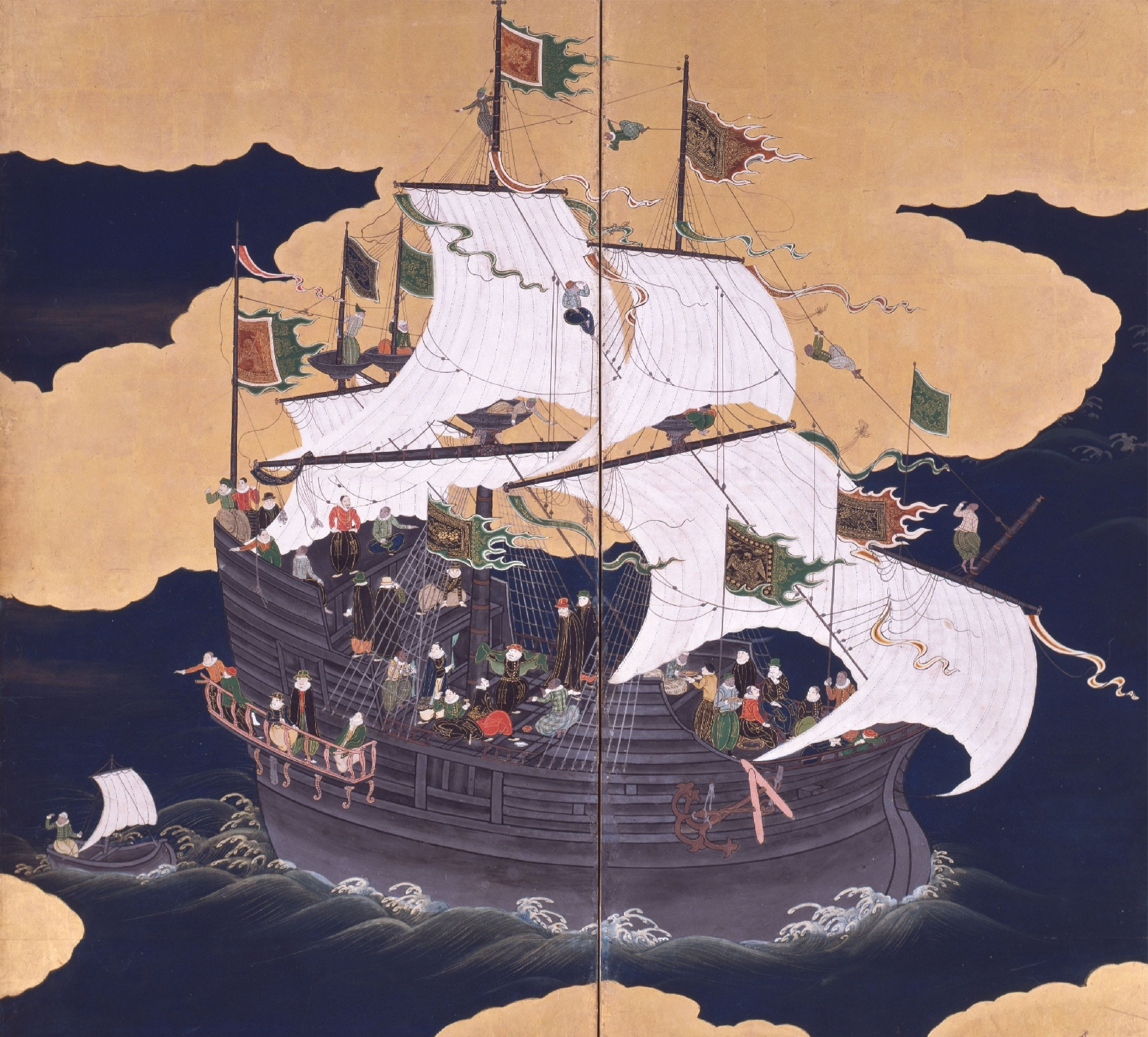
Bồ Đào Nha là quốc gia châu Âu đầu tiên thiết lập các tuyến giao thương với Nhật Bản và Trung Quốc.

#### Nam Á, vịnh Ba Tư và Biển Đỏ

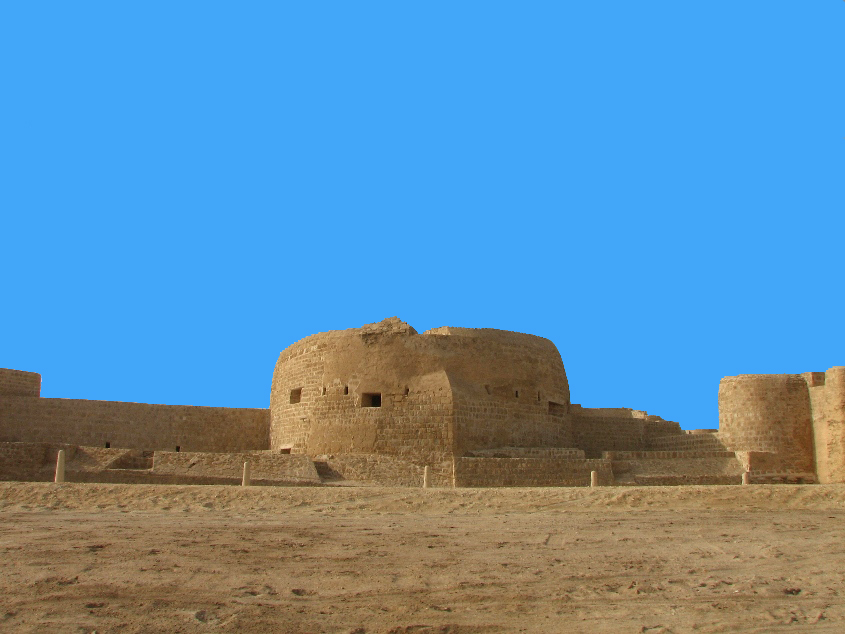
Pháo đài Bồ Đào Nha, một trong những pháo đài được bảo quản tốt nhất tại Bahrain

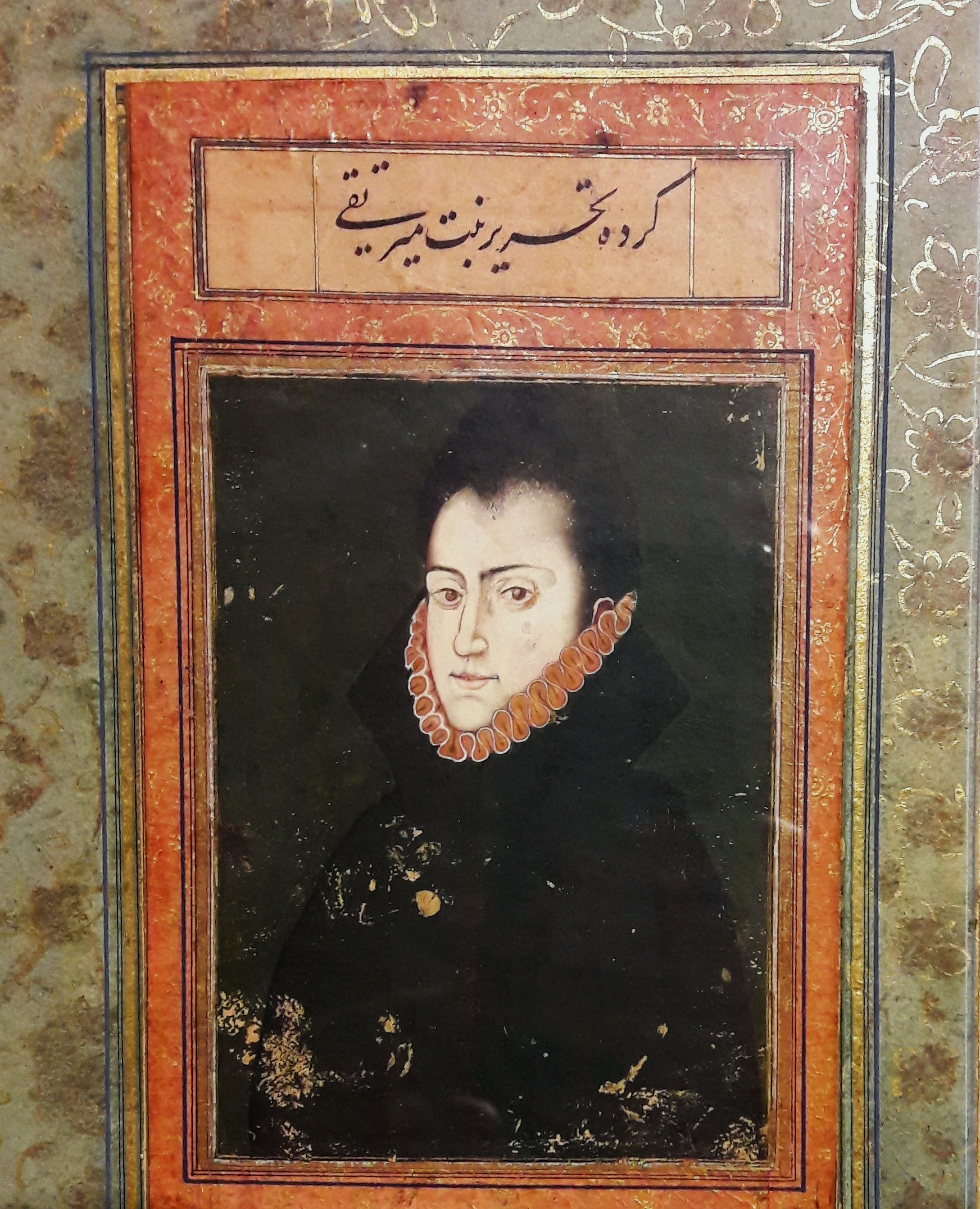
Chân dung Ba Tư của một quý tộc Bồ Đào Nha (thế kỷ 16)

#### Châu Phi cận Saharan

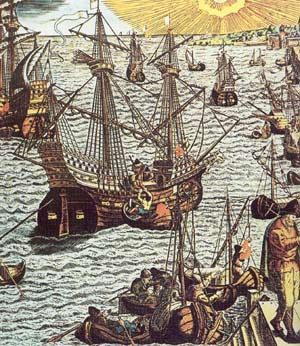
Xe ngựa Bồ Đào Nha dỡ hàng hóa ở Lisbon. Bản khắc gốc của Theodor de Bry, 1593, được tô màu vào một ngày sau đó

#### Cuộc thám hiểm truyền giáo

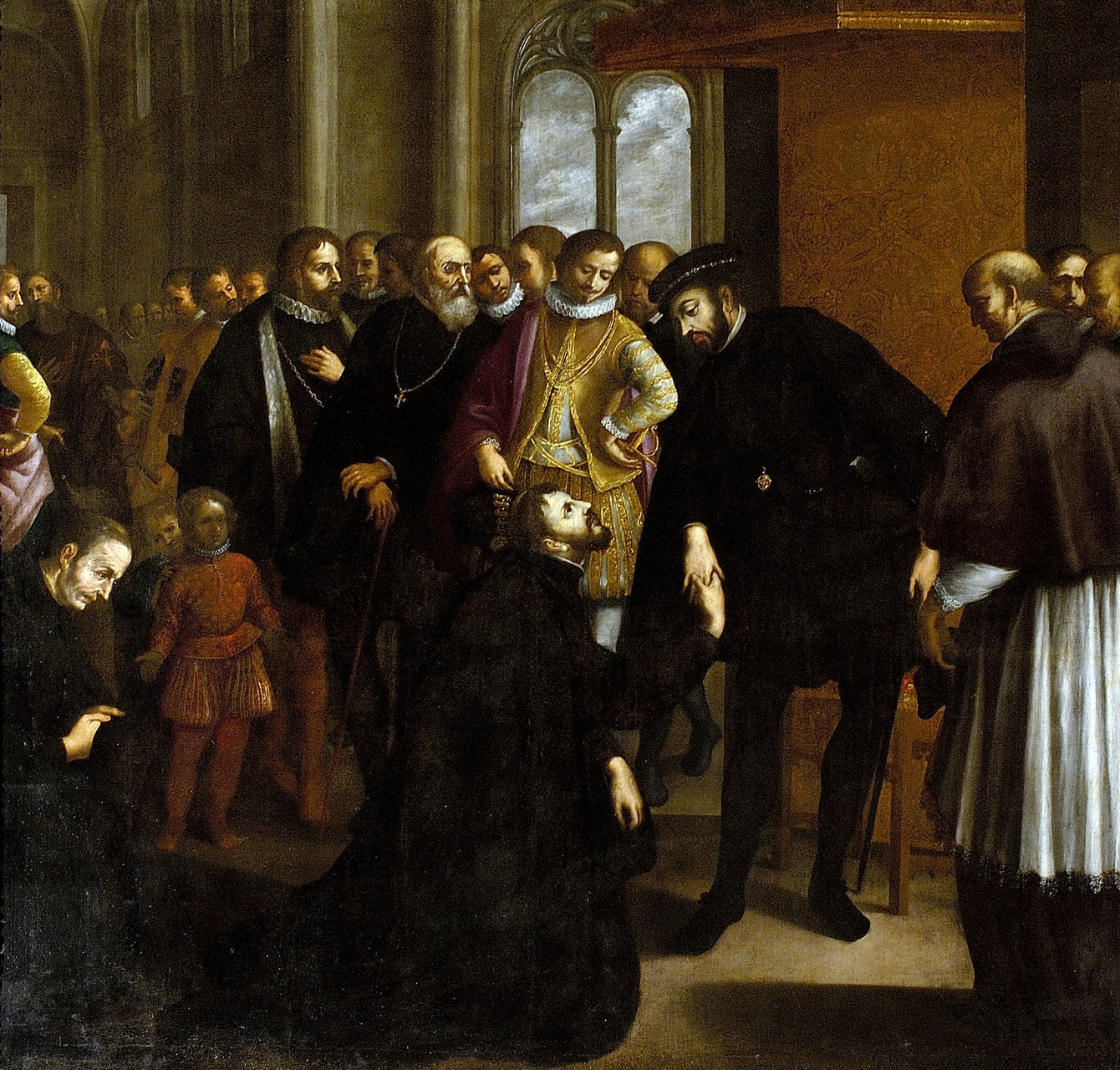
St. Francis Xavier yêu cầu João III của Bồ Đào Nha cho một chuyến thám hiểm truyền giáo ở châu Á

#### Canada

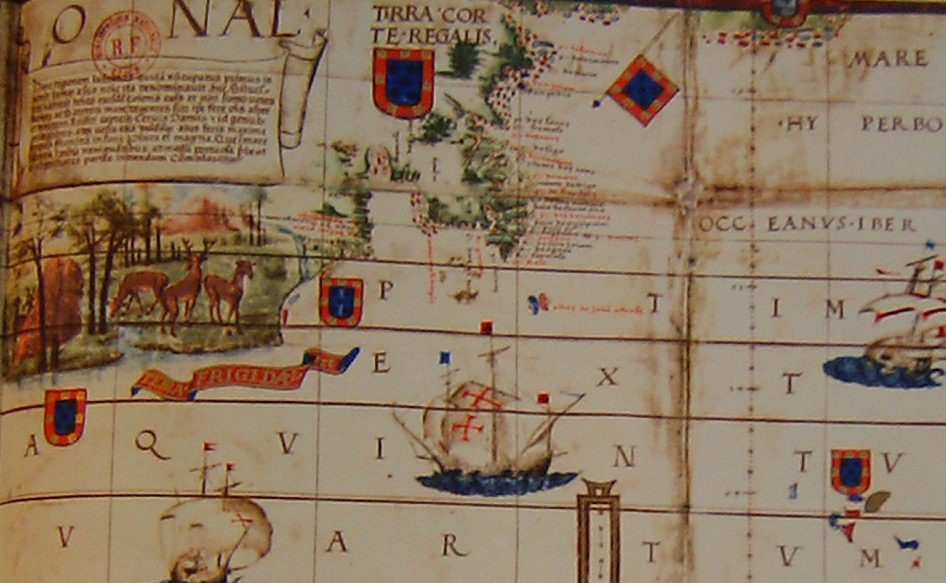
Người Bồ Đào Nha đã lập bản đồ và tuyên bố Canada vào năm 1499 và 1500.

#### Brasil

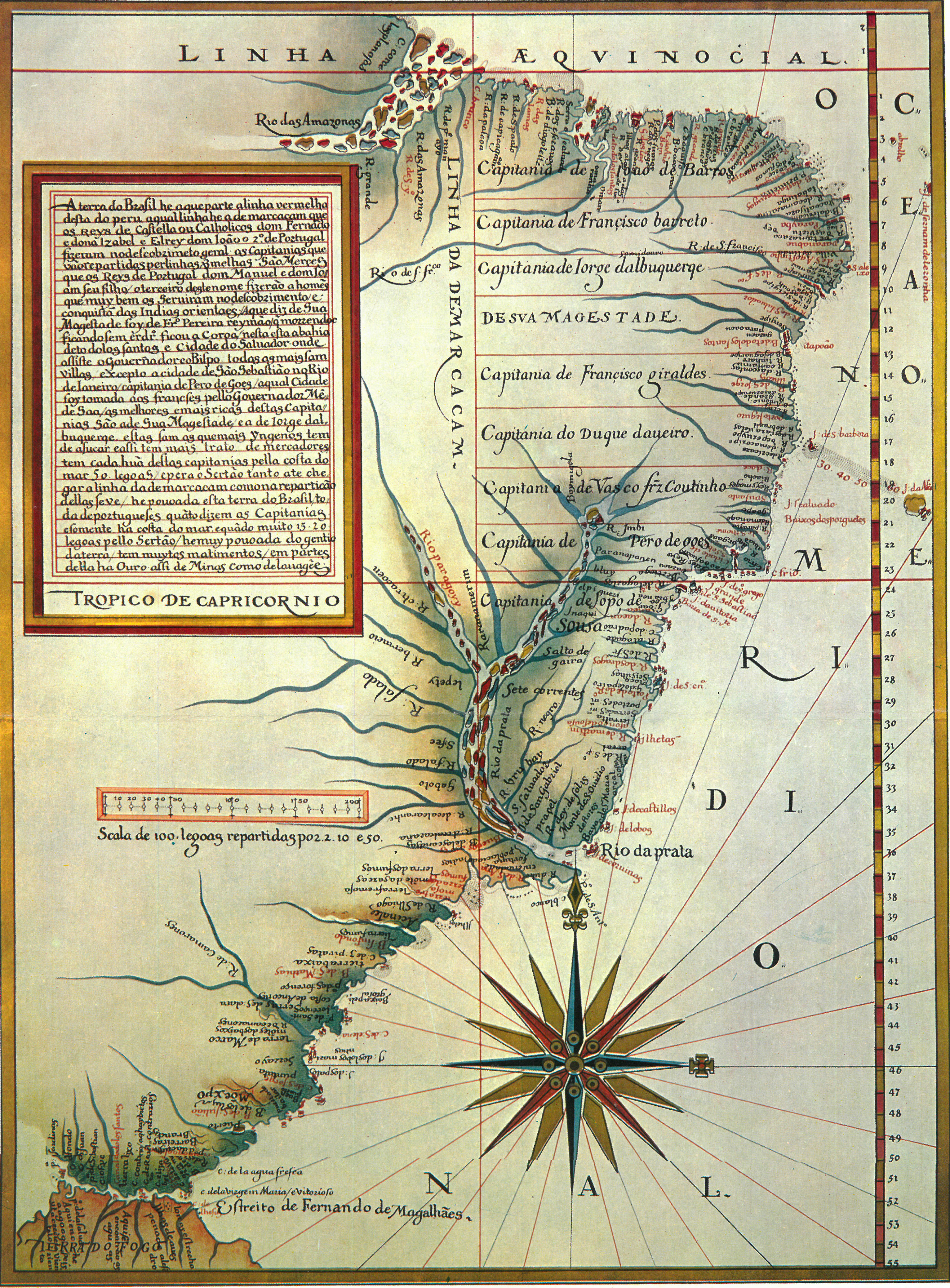
Một bản đồ từ năm 1574 cho thấy 15 di truyền Đại Úy thuộc địa Brasil

### Liên bang Iberia, Tin lành cạnh tranh, và ứ đọng thuộc địa (1580–1663)

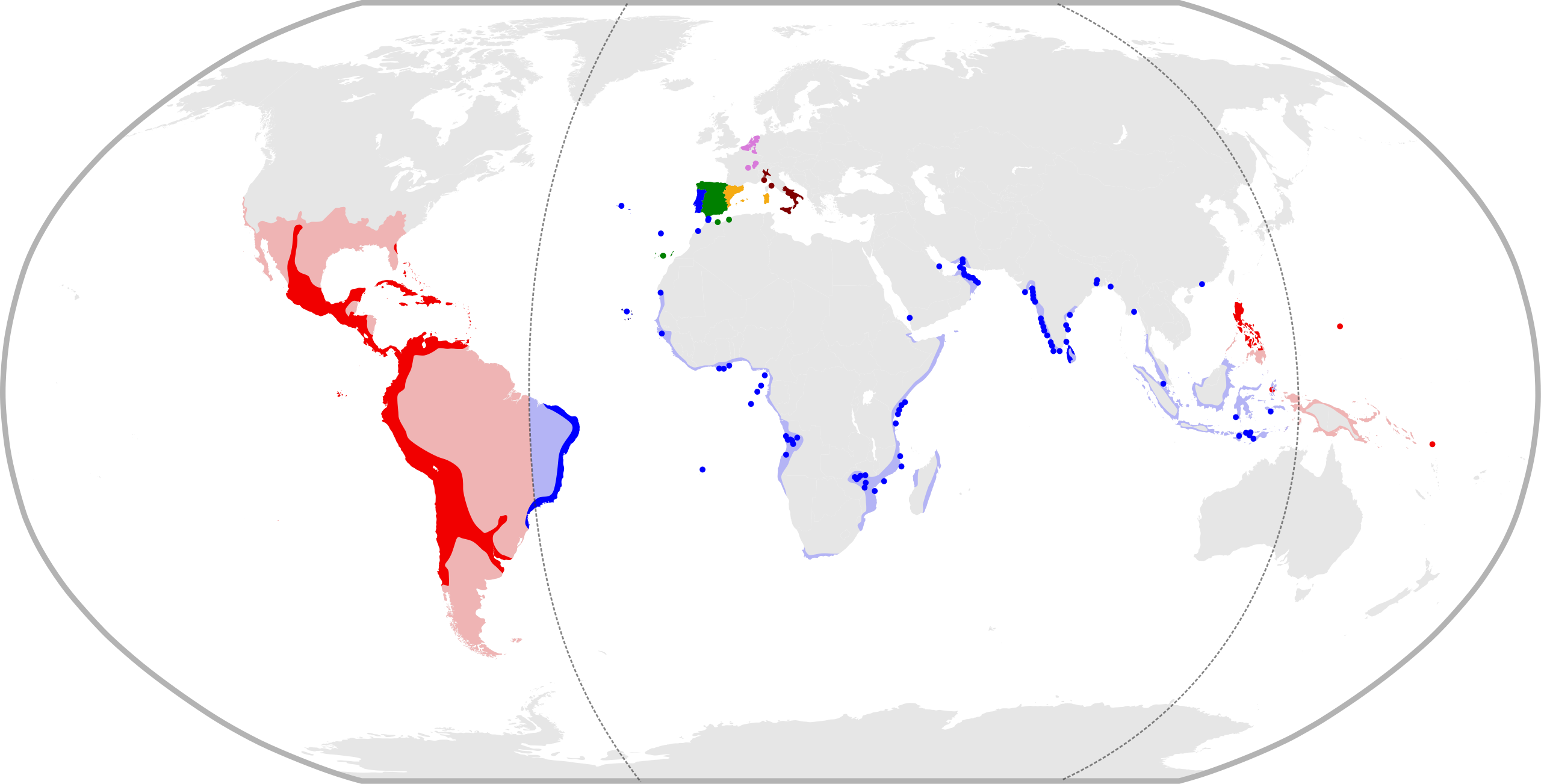
Luso-Tây Ban Nha (hoặc Iberia) vào năm 1598, dưới triều đại của Felipe I và II, vua của Bồ Đào Nha và Tây Ban Nha

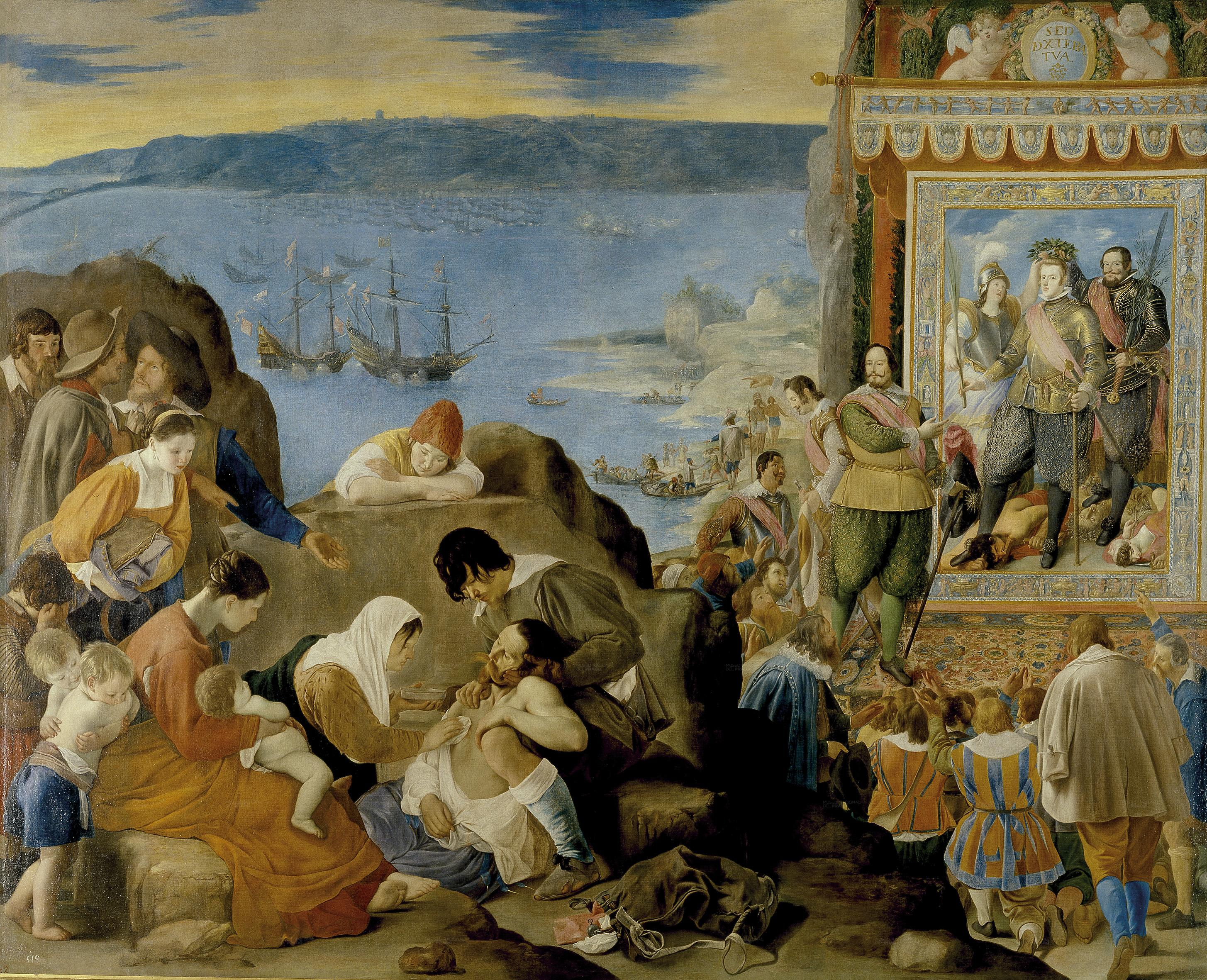
Sự phục hồi của São Salvador da Bahía de Todos os Santos, bởi Philip III của Bồ Đào Nha, từ Cộng hòa Hà Lan